# Inna Yakivna Krynytska
Inna Yakivna Krynytska (tiếng Ukraina: Інна Яківна Криницька; sinh ngày 29 tháng 6 năm 1979, Ternopil, Ukraina) là một nhà khoa học Ukraina trong lĩnh vực y học. Cô được trao bằng Tiến sĩ khoa học Y học năm 2014 và được phong hàm Giáo sư năm 2017. Cô hiện là giáo sư khoa Chẩn đoán Chức năng và Phòng thí nghiệm của Đại học Y Quốc gia I. Ya. Horbachevskyi Ternopil.

## Tiểu sử
Năm 1996, cô tốt nghiệp hạng xuất sắc trường Trung học Ternopil số 20.
Năm 2002, cô tốt nghiệp Viện Y Nhà nước I. Ya. Horbachevskyi chuyên ngành "Y khoa tổng quát" và đủ điều kiện hành nghề bác sĩ.
Trong hai năm 2002-2003, cô là thực tập sinh chuyên ngành nhi khoa tại Bệnh viện Nhi khoa thành phố Ternopil.
Từ năm 2003, cô bắt đầu công tác tại Đại học Y Quốc gia I. Ya. Horbachevskyi Ternopil. Cô đã giữ nhiều chức vụ khác nhau như: Trợ lý khoa Hóa dược (2003-2008), trợ lý khoa Hóa sinh dược và Chẩn đoán Xét nghiệm Lâm sàng (2008-2009), phó Giáo sư cùng khoa (2009-2011), phó giáo sư khoa Chẩn đoán Xét nghiệm Lâm sàng (2011-2014), giáo sư khoa Chẩn đoán Xét nghiệm Lâm sàng (2014-2015), trưởng khoa Chẩn đoán Xét nghiệm Lâm sàng (2015-2017).
Năm 2011, cô hoàn thành quá trình đào tạo chuyên ngành chẩn đoán xét nghiệm lâm sàng tại Đại học Y Quốc gia Danylo Halytsky Lviv.
Từ năm 2017, cô là giáo sư tại Khoa Chẩn đoán Chức năng và Xét nghiệm của Đại học Y Quốc gia I. Ya. Horbachevskyi Ternopil.
Cô hiện là bác sĩ xét nghiệm cấp cao của trường.

## Hoạt động khoa học
Năm 2007, Inna Yakivna Krynytska bảo vệ luận án Phó tiến sĩ Y học chuyên ngành 14.03.04 - sinh lý bệnh học về đề tài "Tình trạng chuyển hóa protein ở chuột bị ngộ độc rượu cấp trên nền nhiễm độc cadmi và muối chì và phương pháp điều chỉnh các rối loạn" (người tư vấn - Giáo sư Klishch I.M.).
Năm 2011, cô được phong hàm Phó giáo sư.
Năm 2013, cô bảo vệ luận án Tiến sĩ khoa học Y học chuyên ngành 14.03.04 - sinh lý bệnh học về đề tài "Các khía cạnh phát sinh bệnh của hội chứng gan phổi (nghiên cứu thực nghiệm)" (cố vấn khoa học - Giáo sư Klishch I.M.).
Lĩnh vực nghiên cứu của cô bao gồm y học thực nghiệm, hội chứng gan phổi, kháng thuốc kháng sinh, đái tháo đường, tăng huyết áp động mạch, bệnh đi kèm.

## Tác phẩm
Inna Yakivna Krynytska là tác giả và đồng tác giả của hơn 150 bài báo khoa học, bao gồm 58 ấn phẩm có trong cơ sở dữ liệu khoa học và chỉ mục Scopus, 1 giáo trình, 1 chuyên khảo, 6 bằng sáng chế mô hình tiện ích.

### Tác phẩm (chọn lọc)
1. Клінічна біохімія. Підручник / за заг. редакцією Г.Г. Луньової.– К.: Атіка, 2013. – 1156 tr.
2. Marushchak M.I., Krynytska I.Ya., Mialiuk O.P. Alimentary Obesity: Present and Yet–To–Come LAP LAMBERT Academic Publishing, 2017. – 42 tr.
3. Marushchak M., Hevko U., Krynytska I., Danylevych Y., Danchak S., Mazur L. Does comorbid obesity or chronic pancreatitis influence the choice and effectiveness of glucose-lowering therapy in type 2 diabetic patients? Archives of the Balkan Medical Union. 2021; 56(1):24-32.
4. Kamyshnyi A, Krynytska I., Matskevych V., Marushchak M., Lushchak O. Arterial Hypertension as a Risk Comorbidity Associated with COVID-19 Pathology. International Journal of Hypertension. 2020. Article ID 8019360. https://doi.org/10.1155/2020/8019360.
5. Bilous I.I., Korda M. M.,  Krynytska I. Y., Kamyshnyi A.M.  Nerve impulse transmission pathway-focused genes expression analysis in patients with primary hypothyroidism and autoimmune thyroiditis. Endocrine Regulations. 2020;54(2):101-110.
6. Bilous I., Pavlovych L., Krynytska I.,. Marushchak M, Kamyshnyi A. Apoptosis and Cell Cycle Pathway-focused Genes Expression Analysis in Patients with Different Forms of Thyroid Pathology. Open Access Macedonian Journal of Medical Sciences. 2020; 8(B):784-792.
7. Degen A., Krynytska I., Egorov A., Kamyshnyi A. Changes in the Expression of Regulatory MicroRNAs – miR-21 and miR-155 – in Gut-Associated Lymphoid Tissue Cells of Rats with Streptozotocin-Induced Diabetes and After the Administration of a Non-Selective TNF-A Blocker. Rom J Diabetes Nutr Metab Dis. 2020; 27( 2):128-134.
8. Degen A. S., Krynytska I. Y., Kamyshnyi A. M. Changes in the transcriptional activity of the entero-insular axis genes in streptozotocin-induced diabetes and after the administration of TNF-α non-selective blockers. Endocrine regulations. 2020; 54(3):160-171.
9. Marushchak М.I., Krynytska I.Y., Yarema N.I., Kotsyuba O.I. Mineralization of bones in patients with coronary heart disease complicated by chronic heart failure and pharmacologic management. The New Armenian medical  Journal. 2020;14 (2):46-51.
10. Boiko I., Golparian D., Jacobsson S., Krynytska I., Frankenberg A., Shevchenko T., Unemo M. Genomic epidemiology and antimicrobial resistance determinants of Neisseria gonorrhoeae isolates from Ukraine, 2013-2018. APMIS. 2020; 128(7):465-475.
11. Boiko I., Akimova V., Mazur L., Savchenko I., Kohut I.,  Krynytska I. The Clinico-Epidemiological Profile of Patients with Gonorrhoea and Challenges in the Management of Neisseria gonorrhoeae Infection in an STI clinic, Ternopil, Ukraine (2013-2018). Journal of Medicine and Life. 2020;13(1):75-81.
12. Bukina Y., Thyhonovska M., Koval M., Marushchak M., Krynytska I., Kamyshnyi A. The effect of immunoregulatory bacteria on the transcriptional activity of Foxp3 and RORyt genes in the gut-associated lymphoid tissue with Salmonella-induced inflammation in the presence of vancomycin and Bacteroides fragilis. Iranian journal of Microbilogy. 2020;12(3):231-241.
13. Boiko I., Stepas Y., Krynytska I.  Comparison of deferred and bedside culture of Neisseria gonorrhoeae: a study to improve the isolation of gonococci for antimicrobial susceptibility testing. Iranian journal of Microbilogy. 2020;12(3):216-222.
14. Yarema N., Kotsiuba O., Krytskyy T., Marushchak M., Krynytska I. Peculiarities of arterial hypertension in postmenopausal women with bone mineral density disorders and dyslipidemia. Pol Merkur Lekarski. 2020;48(283):5-9.
15. Shcherba V., Havrylenko Y., Krynytska I., Marushchak M., Korda M. A comparative study of oral microbiocenosis structure in experimental comorbidity-free periodontitis and in periodontitis combined with thyroid dysfunction. Pol Merkur Lekarski. 2020;48(283):32-38.
16. Kohut I, Galnykina S, Kushynska M, Krynytska I, Marushchak M, Kamyshnyi A. The role of Candida spp. contamination and efficacy of camphorated oil in skin care of incontinent associated dermatitis patients. Pol Merkur Lekarski. 2020;48(284):77-81.
17. Marushchak M., Maksiv K., Krynytska I., Koval M. The role of insertion-deletion polymorphism of the ACE gene in development of arterial hypertension in patients with chronic obstructive pulmonary disease. Bangladesh Journal of Medical Science. 2020; 19(3):543-551.
18. Marushchak M, Maksiv K, Krynytska I. The specific features of free radical oxidation in patients with chronic obstructive pulmonary disease and arterial hypertension. Pol Merkur Lekarski. 2019; 279: 95-98.
19. Marushchak M, Maksiv K, Krynytska I. ACE gene I/D polymorphism and arterial hypertension in patients with COPD. Pneumologia. 2019; 68: 1-6.
20. Boiko I., Golparian D., Krynytska I., Bezkorovaina H., Frankenberg A., Onuchyna M., Jacobsson S., Unemo M. Antimicrobial susceptibility of Neisseria gonorrhoeae isolates and treatment of gonorrhoea patients in Ternopil and Dnipropetrovsk regions of Ukraine, 2013-2018. APMIS. 2019;127(7):503-509.
21. Boiko I., Golparian D., Krynytska I., Unemo M. High prevalence of Chlamydia trachomatis, Neisseria gonorrhoeae and particularly Trichomonas vaginalis diagnosed using US FDA-approved Aptima molecular tests and evaluation of conventional routine diagnostic tests in Ternopil, Ukraine. APMIS. 2019;127(9):627-634.
22. Marushchak М., Krynytska I., Mikolenko A., Andreychyn Y., Bodnar Y., Chornomydz I. Chronic heart failure causes osteopathy or is osteopathy a factor in development of chronic heart failure? Asian journal of pharmaceutical and clinical research. 2018;11(1):111-115.
23. Krynytska І., Kushynska M., Pavlenko I., Marushchak M. The effect of flavonoid quercetine on the indices of nitric oxide system in rats with chronic enterocolitis combined with streptozotocin-induced diabetes. Wiadomosci lekarskie (Warsaw, Poland : 1960). 2018; 71(8):1504-1508.
24. Posokhova K., Stechyshyn I., Krynytska I., Marushchak M., Birchenko, I., Klishch, I. Comparative study of the effect of various forms of quercetin on experimental diabetes. Romanian Journal of Diabetes, Nutrition and Metabolic Diseases. 2018; 25(4):383-388.
25. Shkrobot S. I., Sokhor N. R., Milevska-Vovchuk L. S., Krynytska I. Ya., Marushchak M. I., Shkrobot L. V., Yasnij O. R. Clinical neurological characteristics of ischemic stroke subtypes in acute phase. Zaporozhye medical journal. 2018;20(1):41-46.
26. Krynytska І., Marushchak M. The indices of nitric oxide system in rats with carrageenan-induced enterocolitis combined with diabetes mellitus. Rom J Diabetes Nutr Metab Dis. 2018; 25(3):283-288.
27. Krynytska І., Marushchak M. The indices of nitrogen (II) oxide system in case of experimental hepatopulmonary syndrome. The Ukrainian Biochemical Journal. 2018;90(5):91-97.
28. Pohoretska K., Patskan L., S. Halyna, Miz A., Marushchak M., Krynytska I. Investigation of calcium metabolism in patients with coronary heart disease complicated by chronic heart failure, stage II-a. Bangladesh Journal of Medical Science. 2018;17(3):395-401.
29. Krynytska І., Marushchak M., Odnorih L., Martianova O. Hepatopulmonary syndrome: proposed mediators of pulmonary vasodilation. Archives of the Balkan Medical Union 2018;53(3):419-426.
30. Marushchak М., Krynytska I., Mazur L., Klishch I., Gabor G., Antonyshyn I. The Relationship between Experimental Alimentary Obesity and Hard Tooth Tissues Mineralization. Jordan Medical Journal. 2017; 51(1):25-33.
31. Marushchak M., Krynytska I., Milevska L., Miz A., Mialiuk O. The changes of activity of effector caspase cascade components in case of alimentary obesity in rats. Bangladesh Journal of Medical Science. 2017;16 (2):252-258.
32. Marushchak M., Lisnyanska N., Krynytska I., Chornomudz I. The mechanisms of apoptosis initiation in rats with chronic enterocolitis combined with streptozotocin-induced diabetes. Georgian Medical News. 2017;9(270):121-126.
33. Krynytska I., Marushchak M., Mikolenko A., Bob A., Smachylo I.,  Radetska L., Sopel O. Differential diagnosis of hepatopulmonary syndrome (HPS): Portopulmonary hypertension (PPH) and hereditary hemorrhagic telangiectasia (HHT). Bosnian journal of basic medical sciences. 2017;17(4):276-285.
34. M. M. Guzyk, K.O. Dyakun, L. V. Yanytska, I. B. Pryvrotska, I.Y. Krynytska, I. M. Pishel, T. M. Kuchmerovska Inhibitors of Poly(ADP-Ribose) Polymerase-1 as Agents Providing Correction of Brain Dysfunctions Induced by Experimental Diabetes. Neurophysiology. 2017;49(3):183-193.
35. Krynytska I, Marushchak M, Zaets T, Savchenko I, Habor H. Investigation of bone mineralization in patients with coronary heart disease complicated by chronic heart failure, stage II-A. Georgian Med News. 2017;(267):43-48.